# 変態家族 兄貴の嫁さん
『変態家族 兄貴の嫁さん』（へんたいかぞく あにきのよめさん）は、1984年公開の日本映画。周防正行が監督・脚本を手がけた監督デビュー作。
本作は、2018年に開かれた第68回ベルリン国際映画祭のパノラマ部門において、リマスター版が上映された。

## 製作
成人映画ではあったが、監督の周防は大好きな小津安二郎のカメラワークを再現、同監督へのオマージュに終始したという。
周防はこのような方針を取った理由について、「助監督をやっているうちに、なにを撮っていいのかわからなくなった。どうしようと思っていた時に、大好きな世界を撮りたいと思って小津監督の映画にしました。ピンク映画という枠組みの中で、徹底的に小津映画のモノマネをするとどうなるのか。僕にとっての卒業研究のようなものでした(笑)」と2019年の講演の中で明らかにしている。
また、父親役・周吉には、当時はまだ若かった大杉漣が起用された。

## ストーリー
間宮家の長男・幸一と結婚した百合子は、夫の父や弟妹が暮らす実家で同居生活をはじめた。ところが義父はスナックのママに熱を上げ、義妹は風俗で働くようになり、義弟は万引きで警察の世話になってしまう。

## キャスト
- 間宮百合子 - 風かおる
- 間宮秋子 - 山地美貴
- 間宮周吉 - 大杉漣
- 間宮幸一 - 下元史朗
- 間宮和夫 - 首藤啓
- 間宮秀三（従兄） - 深野晴彦

## スタッフ
- 監督： 周防正行
- 企画： 朝倉大介
- 脚本： 周防正行
- 撮影： 長田勇市、滝影志
- 美術： 種田陽平、矢島周平
- 音楽： 周防義和
- 編集： 菊池純一

## 註釈
1. ↑  久保田和馬 (2018年2月21日). “【追悼】“名バイプレイヤー”大杉漣が映画界に遺した功績を振り返る”. MOVIE WALKER PRESS. 2020年7月24日閲覧。
2. ↑  高崎俊夫 (2012年). “周防正行とユニット・ファイブの時代”. 高崎俊夫の映画アットランダム.  清流出版. 2014年10月21日閲覧。
3. ↑  “周防正行監督、デビュー作の秘話や最新作『カツベン！』に込めた想いを熱弁！”. MOVIE WALKER PRESS (2019年4月27日). 2020年7月24日閲覧。
4. ↑  Inc, Natasha. “大杉漣の出演作など新東宝ピンク映画を特集上映、若松孝二作品のニュープリントも”. 映画ナタリー. 2020年7月24日閲覧。